# HC TJ Šternberk
HC TJ Šternberk (celým názvem: Hockey Club TJ Šternberk) byl český klub ledního hokeje, který sídlí ve Šternberku v Olomouckém kraji. Založen byl v roce 1933. V posledních letech se klub zaměřuje prioritně na mládežnický hokej, mužský oddíl byl totiž zrušen v roce 2016. Klubové barvy jsou modrá a bílá.
První hokejové zápasy se ve Šternberku odehrály v roce 1933, kdy nadšenci založili pod místním sokolem hokejový klub. Hrál ale pouze přátelská utkání na přírodním ledě. Během války byla jeho činnost přerušena, po válce hrál šternberský klub regionální soutěže, přičemž několikrát byl z nedostatku financí a kvůli špatným přírodním podmínkám rozpuštěn.
Ve druhé polovině 70. let ale došlo v k výstavbě umělé ledové plochy, klub byl obnoven (1978) a hrál krajský přebor. Roku 1984 byl zimní stadion zastřešen. V sezóně 1992/93 postoupil Šternberk do 2. hokejové ligy. V roce 2000 se uskutečnila rekonstrukce ledové plochy. V sezóně 2007/08 se šternberský klub v základní části umístil na 7. místě skupiny východ 2. ligy a postoupil tak do playoff. Ve čtvrtfinále vyřazovacích bojů prohrál týmem HC Nový Jičín 3:0 na zápasy. V roce 2009 mužské mužstvo Šternberku zaniklo. Sezonu 2011/12 měl Šternberk odehrát ve 2. lize, ale 3 dny před začátkem soutěže oznámil, že odstupuje. Klub se v sezóně 2012/13 účastnil Jihomoravského krajského přeboru.
Své domácí zápasy odehrával na zimním stadionu Šternberk s kapacitou 1 000 diváků.

## Přehled ligové účasti (muži)
Stručný přehled
Zdroj:
- 1979–1980: Severomoravský krajský přebor II. třídy sk. B (3. ligová úroveň v Československu)
- 1981–1982: Severomoravský krajský přebor (3. ligová úroveň v Československu)
- 1983–1987: Severomoravský krajský přebor (4. ligová úroveň v Československu)
- 1992–1993: Severomoravský krajský přebor (4. ligová úroveň v Československu)
- 1993–2010: 2. liga – sk. Východ (3. ligová úroveň v České republice)
- 2010–2011: Jihomoravská a Zlínská krajská liga (4. ligová úroveň v České republice)
- 2011–2012: 2. liga – sk. Východ (3. ligová úroveň v České republice)
- 2012–2015: Jihomoravská a Zlínská krajská liga (4. ligová úroveň v České republice)
- 2015–2016: Moravskoslezská krajská liga (4. ligová úroveň v České republice)

Jednotlivé ročníky
Zdroj:
Legenda: ZČ – základní část, JMK – Jihomoravský kraj, ZLK – Zlínský kraj, červené podbarvení – sestup, zelené podbarvení – postup, fialové podbarvení – reorganizace, změna skupiny či soutěže
| Československo (1979 – 1993) |                                               |           |           |                                       |                         |
| Sezóny                       | Soutěž                                        | Úroveň    | ZČ        | Play-off, nadstavba, sk. o udržení... | Poznámky                |
| 1979/80                      | Severomoravský krajský přebor II. třídy sk. B | 4. úroveň | 1. místo  |                                       |                         |
| ...                          |                                               |           |           |                                       |                         |
| 1981/82                      | Severomoravský krajský přebor                 | 3. úroveň | 9. místo  |                                       | Sestup                  |
| ...                          |                                               |           |           |                                       |                         |
| 1983/84                      | Severomoravský krajský přebor                 | 4. úroveň | 7. místo  |                                       |                         |
| 1984/85                      | Severomoravský krajský přebor                 | 4. úroveň | 7. místo  |                                       |                         |
| 1985/86                      | Severomoravský krajský přebor                 | 4. úroveň | 7. místo  |                                       |                         |
| 1986/87                      | Severomoravský krajský přebor                 | 4. úroveň | 8. místo  |                                       |                         |
| ...                          |                                               |           |           |                                       |                         |
| 1992/93                      | Severomoravský krajský přebor                 | 4. úroveň | 1. místo  |                                       | Postup                  |
| Česko (1993 – 2016)          |                                               |           |           |                                       |                         |
| Sezóny                       | Soutěž                                        | Úroveň    | ZČ        | Play-off, nadstavba, sk. o udržení... | Poznámky                |
| 1993/94                      | 2. liga – sk. Východ                          | 3. úroveň | 13. místo | Ne                                    |                         |
| 1994/95                      | 2. liga – sk. Východ                          | 3. úroveň | 15. místo | Ne                                    |                         |
| 1995/96                      | 2. liga – sk. Východ                          | 3. úroveň | 8. místo  | Ne                                    |                         |
| 1996/97                      | 2. liga – sk. Východ                          | 3. úroveň | 8. místo  | Ne                                    |                         |
| 1997/98                      | 2. liga – sk. Východ                          | 3. úroveň | 10. místo | Ne                                    |                         |
| 1998/99                      | 2. liga – sk. Východ                          | 3. úroveň | 6. místo  | Nadstavba (5. místo)                  |                         |
| 1999/00                      | 2. liga – sk. Východ                          | 3. úroveň | 2. místo  | Čtvrtfinále                           |                         |
| 2000/01                      | 2. liga – sk. Východ                          | 3. úroveň | 2. místo  | Semifinále                            |                         |
| 2001/02                      | 2. liga – sk. Východ                          | 3. úroveň | 2. místo  | Finále                                |                         |
| 2002/03                      | 2. liga – sk. Východ                          | 3. úroveň | 8. místo  | Čtvrtfinále                           |                         |
| 2003/04                      | 2. liga – sk. Východ                          | 3. úroveň | 7. místo  | Čtvrtfinále                           |                         |
| 2004/05                      | 2. liga – sk. Východ                          | 3. úroveň | 5. místo  | Semifinále                            |                         |
| 2005/06                      | 2. liga – sk. Východ                          | 3. úroveň | 2. místo  | Semifinále                            |                         |
| 2006/07                      | 2. liga – sk. Východ                          | 3. úroveň | 8. místo  | Čtvrtfinále                           |                         |
| 2007/08                      | 2. liga – sk. Východ                          | 3. úroveň | 7. místo  | Čtvrtfinále                           |                         |
| 2008/09                      | 2. liga – sk. Východ                          | 3. úroveň | 9. místo  | Čtvrtfinále                           |                         |
| 2009/10                      | 2. liga – sk. Východ                          | 3. úroveň | –. místo  |                                       | Odstoupení ze soutěže   |
| 2010/11                      | Jihomoravská a Zlínská krajská liga           | 4. úroveň | 1. místo  |                                       | Baráž                   |
| 2011/12                      | 2. liga – sk. Východ                          | 3. úroveň | –. místo  |                                       | Odstoupení ze soutěže   |
| 2012/13                      | Jihomoravská a Zlínská krajská liga           | 4. úroveň | 4. místo  | Semifinále ZLK                        |                         |
| 2013/14                      | Jihomoravská a Zlínská krajská liga           | 4. úroveň | 4. místo  | Čtvrtfinále JMK                       |                         |
| 2014/15                      | Jihomoravská a Zlínská krajská liga           | 4. úroveň | 11. místo | Čtvrtfinále JMK                       | Přechod do jiného kraje |
| 2015/16                      | Moravskoslezská krajská liga                  | 4. úroveň | 6. místo  |                                       | Zánik A-mužstva         |